# Kishon
Pour les articles homonymes, voir Kishon (homonymie).
Le Kishon (קישון) est l'un des principaux cours d'eau d'Israël.
Le Kishon prend sa source au nord-ouest du Mont Guilboa. Il coule suivant un axe sud-nord, et aux environs de Tel Kashish dévie sur un axe nord-ouest; il s'écoule alors sur une longueur de 5 km, à l'intérieur d'une étroite vallée bordée par les hauteurs de Tivon, le Mont Carmel et Alonim. Il se jette enfin dans la mer Méditerranée. Son affluent principal est le cours d'eau Tzipori. Son courant reste relativement modéré du fait de la faible dénivellation du terrain qu'il traverse.
Les importantes précipitations de la région et la nature des terres, relativement imperméables, qui constituent la vallée de Jezreel, contribuent au débit considérable du Kishon, qui certaines années déborde de son lit.

## Histoire
La crue du Kishon est certainement le facteur qui provoque la défaite de Sisara (Juges 4 et 5). Les armées israélites dirigées par Barak ben Avinoam, dont le matériel militaire était des plus faibles (Juges 5/8), déciment les forces de Sisara, ministre cananéen des armées (Josué 11/10), en appuyant leur stratégie sur les nombreux marécages formés par les crues du Kishon; c'est ainsi que s'embourbent les chars de l'armée de Sisara.
Le Kishon a été utilisé pour la navigation entre Megiddo et le port de Tell Abu Hawam pour le transport des vases de céramique, de jarres emplies de verre, du bois de construction des voiliers et le commerce des productions agricoles. Il a permis le succès l'épopée cananéenne au Bronze ancien.

## Végétation
Du fait des crues, la flore naturelle aux alentours du cours d'eau est quasiment inexistante, si ce n'est la présence de tamaris saisonniers et de joncs.
Dans les années 1960, le réservoir d'eau d'Eshkol est aménagé sur le cours de la rivière Tsipori pour amener de l'eau jusqu'au Negev par un pipeline de 86 km.